# Jelle Haemers
Jelle Haemers (1980) is een Belgisch historicus, auteur en postdoctoraal onderzoeker aan de universiteit Gent.

## Biografie
Haemers studeerde Geschiedenis aan de Universiteit Gent. Hij kwam terecht op de Katholieke Universiteit Leuven.
Na zijn opleiding bleef hij op de Universiteit geeft hij les aan de Katholieke Universiteit Leuven Campus KULAK Kortrijk.

## Auteur
Haemers onderzoeksinteresse richt zich vooral op de stadsgeschiedenis van de late Middeleeuwen.
Het meer bekende boek van Haemers is For the Common Good: State Power and Urban Revolts in the Reign of Mary of Burgundy (1477-1482).

## Functie
Hij onderzoekt sociale en politieke geschiedenis van de Middeleeuwen. Daarnaast is hij hoogleraar van Faculteit Letteren, lid van LUSI-KU Leuven Instituut voor Stedelijke Studies en Programmadirecteur van de POC Geschiedenis-Faculteit Letteren. Hij is nauw betrokken bij het interuniversitaire onderzoek naar de stedelijke samenleving in de Lage Landen en publiceerde talrijke artikels en boeken over de laatmiddeleeuwse geschiedenis. Momenteel focust zijn onderzoek op politieke conflicten in de steden van laatmiddeleeuws Vlaanderen en Brabant en de gendergeschiedenis van Europese steden.

## Onderzoeksprojecten[5]
- Generatieconflicten: gezins- en familierelaties in de laatmiddeleeuwse Lage Landen.
- Controverse. Opstandige vertogen en stedelijke politiek in de kostuum Lage Landen.
- Politiek van de straat. Verzet en stedelijke politiek in de laatmiddeleeuwse Nederlanden.
- Scherpe tongen. Debat, discours en stedelijke politiek in de laatmiddeleeuwse Nederlanden.
- De grenzen van echtelijke controle. De omgang met voogdijschap in de laatmiddeleeuwse Nederlanden.
- Bepalende principes, beslissende veranderingen. Een cross-contextuele analyse van politiek denken in laatmiddeleeuws Europa.
- De achteruitgang-thesis onder vuur: de positie van de vrouw in het laatmiddeleeuwse publieke stadsleven herdacht.
- Tussen familiebelangen en vrije wil. Ouderlijke macht en juridische controle op huwelijksvorming in de laatmiddeleeuwse Lage Landen.

## Onderzoeksopdrachten
- Paleografie
- Power and conflict in Medieval Europe
- Historisch onderzoek van de Middeleeuwen
- Onderzoeksmethoden: teksten, beelden en artefacten
- Masterproofseminarie Middeleeuwen
- Onderzoeksmethoden: netwerken, teksten, beelden en artefacten
- Paleografie en historische teksten
- Medieval and Early Modern History: Key Concepts and Methods

### Seks voor Geld. Een geschiedenis van prostitutie in België[6]
Jelle Haemers verdiepte zich samen met Magaly Rodriguez Garcia en Pieter Vanhees in de geschiedenis over prostitutie in België. Via beschikbare bronmaterialen zijn ze meer te weten gekomen over sekswerk. Ze baseerden hun boek op verschillende stadsarchieven: boedelbeschrijvingen, getuigenissen uit de rechtbank en persoonlijke brieven.
In het boek kom je verschillende termen tegen zoals sekswerkers, prostitué en andere varianten. Commerciële seks werd in de geschiedenis niet als volwaardig beroep gezien, maar meer als een bijverdienste. Ze vertelden niet dat ze prostituee waren, maar een vrouw die werkte als schoonmaakster of naaister. Ze boden hun extra diensten aan om een centje bij te verdienen.
“Zondig vertier” is het hoofdstuk over sekswerk in de Middeleeuwen. Dit gaat over de kijk op prostitutie in de Middeleeuwen. Na de 16e eeuw werd er een strikte regulering opgelegd voor sekswerk. Dit door de sekswerkers naar een medische controle te sturen voor het belang van de volksgezondheid. Door de strikte regels probeerden veel vrouwen onder de radar te blijven en werd prostitutie een broeihaard van corruptie.
In het boek gaat het niet alleen over prostitutie, maar ook over andere maatschappelijke thema’s, zoals migratie, verstedelijking, armoede en economische groei. De auteurs willen iets groot vertellen door middel van iets kleins, met name een boek.

## Publicaties
- Haemers, J., Dumolyn, J. (2013). 'Laat iedereen doorgaan en zwijgen'. Middenklasse-ideologie in de stadsliteratuur van de laatmiddeleeuwse Nederlanden. Culturele en sociale geschiedenis, 10 (2), 169-189.
- Haemers, J. (2016). Commotie te Mechelen. Over sociale conflicten en politiek protest van mannen én vrouwen in de laatmiddeleeuwse stad. Handelingen van de Koninklijke Kring voor Oudheidkunde, Letteren en Kunst van Mechelen, 120, 81-96.
- Haemers, J. (2009). Voor het algemeen welzijn: staatsmacht en stadsopstanden tijdens het bewind van Maria van Bourgondië (1477-1482) . (Studies in Europese stadsgeschiedenis (1100-1800), 17). Turnhout: Brepols. ISBN 978-2-503-52986-8.
- Haemers, J. (2004). De Gentse opstand (1449-1453): de strijd tussen rivaliserende netwerken om het stedelijk kapitaal . (Standen en landen, 105). Kortrijk: UGA. ISBN 90-6768-629-8.
- Haemers, J., Dumolyn, J., Herrer, R., Challet, V. (red.) (2014). De stemmen van het volk in laatmiddeleeuws Europa. Communicatie en populaire politiek . (Studies in Europese stadsgeschiedenis (1100-1800), 33). Turnhout: Uitgeverij Brepols. ISBN 9782503549835.
- Haemers, J. (2022). Zondig vertier (1200-1550). In: E. Hofman, M. Rodriguez Garcia, P. Vanhees (red.), Seks voor geld. Een geschiedenis van prostitutie in België, (27-63). Amsterdam: Prometheus. ISBN 978 90 446 4732 7.
- Haemers, J., De Wilde, B. (2012). 'Wij sterven liever door lood dan van de honger'. De strijd voor sociale en politieke erkenning. In: J. Dumolyn, T. Mampaey (Eds.), België. Een geschiedenis van onderuit (109-150). Brussel: EOB. ISBN 9789491297342.
- Haemers, J., Buylaert, F., Snijders, T., Villerius, S. (2012). Politiek, sociaal geheugen en geschiedschrijving in het zestiende-eeuwse Vlaanderen: naar een onderzoeksagenda. In: Mémoires conflictuelles et mythes concurrents dans les pays bourguignons (ca 1380-1580), (195-215). Gepresenteerd op de Rencontres du Centre européen d'études bourguignonnes (XIVe-XVIe s.), Luxemburg, 22 jan 2011-09 jan 2011. Neuchâtel. ISBN 978-2-503-54364-2.
- Haemers, J. (2016). Reken niet op elite voor beschaving. De Standaard .
- Haemers, J., Vanderputten, S., Soens, T. (2011). Typologie en heuristiek van de bronnen voor de geschiedenis van de middeleeuwen . Gent: Academia Press. ISBN 9789038218373.
- Haemers, J., Bardyn, A., Delameillieure, C. (red.) (2019). Wijvenwereld. Vrouwen in de kostuumstad . Antwerpen: Vrijdag. ISBN 9789460017445.